# John Mathews
John Mathews, född 1744 i Charleston, South Carolina, död 17 november 1802 i Charleston, South Carolina, var en amerikansk politiker. Han var South Carolinas guvernör 1782–1783.
Mathews studerade juridik i London och återvände sedan till South Carolina. År 1776 tjänstgjorde han som domare. I amerikanska frihetskriget tjänstgjorde han som kapten och var sedan ledamot av kontinentalkongressen 1778–1781.
Mathews efterträdde 1782 John Rutledge som South Carolinas guvernör och efterträddes 1783 av Benjamin Guerard.